# Douaisis
Le Douaisis désigne la région de la ville de Douai, dans la région des Hauts-de-France (France).
Le Douaisis se situe sur la partie orientale de la Gohelle, sur la partie occidentale de l'Ostrevent et de la Plaine de la Scarpe, et sur la partie sud de la Flandre française.